# Wellsville (Utah)
Wellsville je město v okresu Cache County ve státě Utah ve Spojených státech amerických. K roku 2010 zde žilo 3 432 obyvatel. S celkovou rozlohou 16,5 km² byla hustota zalidnění 165,7 obyvatel na km².